# Pseudococcobius san
Pseudococcobius san är en stekelart som beskrevs av Prinsloo 2003. Pseudococcobius san ingår i släktet Pseudococcobius och familjen sköldlussteklar. Inga underarter finns listade i Catalogue of Life.